# Filmschauspielschule Berlin
Die Filmschauspielschule Berlin wurde 2005 gegründet. Sie ist eine private, staatlich anerkannte Schauspielschule. Die Ausbildung an dieser Institution umfasst die Ausbildung zum Theaterschauspieler und zum Film- und Fernsehschauspieler.

## Ausbildung
Die Filmschauspielschule befindet sich seit dem 1. Juli 2016 auf dem ehemaligen Reemtsma-Gelände in Berlin-Schmargendorf. Mit der Unterstützung der Eigentümer wurde hier in kürzester Zeit ein Kulturstandort entwickelt. Ausgewählte Inszenierungen der Studenten der Filmschauspielschule Berlin werden in den Spielplan des Blackboxx – Theater in der Mecklenburgischen Straße aufgenommen.
Die Ausbildung dauert sieben Semester in einem Zeitraum von dreieinhalb Jahren und ist BAFöG-anerkannt. Sie bietet eine fundierte Schauspielausbildung in den Ausbildungsbereichen.
Im Zusammenhang mit einem Urteil gegen die ZAV hat das Bundessozialgericht im Oktober 2017 bestätigt, dass „die Ausbildung ... an der privaten Filmschauspielschule Berlin der Schauspielerausbildung an einer staatlichen Schule inhaltlich gleichwertig ist“.
Die ersten Absolventen haben im Mai 2007 die Ausbildung abgeschlossen.
Die Filmschauspielschule ist Mitglied im Verband deutschsprachiger privater Schauspielschulen (VdpS).
Bekannte Schüler sind Mustafa Alin, Tamer Arslan, Thelma Buabeng, Lena Ehlers, Johann Fohl, Anna Julia Kapfelsperger, Hanna Lütje, Marlon Putzke, Atina Tabé, Christina Tzatzaraki, Martin Walde, Renée Weibel.
Die Filmschauspielschule Berlin bietet außerdem den Ausbildungsgang Film- und Theaterregie sowie eine Berufsausbildung zum Schauspielpädagogen bzw. zur Schauspielpädagogin an.